# Conyza tunariensis
Conyza tunariensis là một loài thực vật có hoa trong họ Cúc. Loài này được (Kuntze) Zardini mô tả khoa học đầu tiên năm 1976.